# Comté de Somerset (New Jersey)
Pour les articles homonymes, voir Comté de Somerset.
Le comté de Somerset (en anglais : Somerset County) est un comté situé dans l'État du New Jersey aux États-Unis. Sa population était de 345 361 habitants au recensement de 2020. Son siège est Somerville.

## Comtés adjacents
- Comté de Morris (New Jersey) (nord)
- Comté de Union (nord-est)
- Comté de Middlesex (sud-est)
- Comté de Mercer (sud)
- Comté de Hunterdon (ouest)

## Démographie
| Groupe             | Comté de Somerset | New Jersey | États-Unis |
| ------------------ | ----------------- | ---------- | ---------- |
| Blancs             | 70,1              | 68,6       | 72,4       |
| Asiatiques         | 14,1              | 8,6        | 4,8        |
| Afro-Américains    | 9,0               | 13,7       | 12,6       |
| Autres             | 4,2               | 6,4        | 6,4        |
| Métis              | 2,6               | 2,3        | 2,9        |
| Amérindiens        | 0,2               | 0,3        | 0,9        |
| Total              | 100               | 100        | 100        |
|                    |                   |            |            |
| Latinos-Américains | 13,0              | 17,7       | 16,7       |

Selon l'American Community Survey, pour la période 2011-2015, 72,21 % de la population âgée de plus de 5 ans déclare parler l'anglais à la maison, 10,90 % déclare parler l'espagnol, 3,11 % une langue chinoise, 1,35 % l'hindi, 1,26 % le gujarati, 1,13 % le tagalog, 0,91 % l'italien, 0,90 % le polonais, 0,70 % le portugais, 0,51 % le russe, 0,50 % l'allemand et 6,52 % une autre langue.